# Lacinipolia herbimacula
Lacinipolia herbimacula är en fjärilsart som beskrevs av Achille Guenée 1852. Lacinipolia herbimacula ingår i släktet Lacinipolia och familjen nattflyn. Inga underarter finns listade i Catalogue of Life.